# Pascoea thoracica
Pascoea thoracica är en skalbaggsart som först beskrevs av Thomson 1864.  Pascoea thoracica ingår i släktet Pascoea och familjen långhorningar. Inga underarter finns listade i Catalogue of Life.